# Tupolev
Tupolev er et russisk fly- og forsvarsfirma. Tupolev blev stiftet af ingeniøren Andrej Nikolajevitj Tupolev den 22. oktober 1922, og har dermed holdt 100-års-jubilæum i 2022. Firmaet har hovedkvarter i Moskva.
Tupolev er som de øvrige større russiske flyproducenter lagt ind under selskabet United Aircraft Corporation, der er ejet af den russiske regering.

## Tupolevmaskiner
Mange designs er blevet produceret af designbureauet Tupolev. De fly der kom i masseproduktion, er der blevet bygget cirka 4.500 styk af. På den anden side var mange af flyene også eksperimentelle, og måske blev der kun bygget en enkelt. De blev aflyst af skiftende militære eller politiske regimer. Mange af disse eksperimentelle varianter banede vejen for serieproduktionsversionerne. I den vestlige verden er sovjetiske fly bedre kendt under deres NATO-rapporteringsnavne. Disse er vist, hvor det forekommer naturligt.

### Tidlige stempeldrevne modeller
- ANT-1 – Det første fly af A.N. Tupolev og det første sovjetfly. Blandet materialedesign. Arbejdet startede i 1911. Samlingen begyndte i 1922. De første tests blev afblæst på grund af motorfejl.
- ANT-2 – To passengersfly. Det første sovjetske fly med rent metal.
- ANT-3/R-3 – To-sæders ren metal, biplan. 1925. Omkring 100 blev bygget.
- ANT-3 Pervenets – Torpedobåd (ikke et fly!). Det blev søsat den 14. marts 1928.
- ANT-4/TB-1 – Ren metal. To motorer. (M-17B). Monoplan, tungt bombefly. 1929. 212 fly blev bygget. Der var en G-1 fragtversion.
- ANT-5 – Prototype af I-4 jagerflyet. Det første fly designet af Pavel Sukhoi. 1927. 369 blev bygget. I-4 var i tjeneste fra 1928 til 1933.
- ANT-6/TB-3 – 4-motors udvikling af TB-1. 1930. Der var en G-2 fragtversion.
- ANT-7/R-6/KR-6/MR-6 – Udvikling af TB-1 som opklarings- / spionfly (R-6), "cruiser" (escort jagerfly, KR-6), og flåde patrulje/torpedo bombefly (MR-6). 1929.
- ANT-8/MDR-2 – Flåde langdistance vandfly. 1931.
- ANT-13/I-8 – Jagerfly. 1929.
- ANT-14 – Stort fem-motors propaganda monoplan.
- ANT-16/TB-4 – Seks-motors version af TB-3, forgænger til ANT-20.
- ANT-20 Maxim Gorky – Otte-motors gigantisk fragt/propaganda fly.
- ANT-21/MI-3 – Flersædet jagerfly. Udvikling af R-6. 1932.
- ANT-22/MK-1 – Armeret seks-motors flyvebåd. 1934.
- ANT-23/I-12 – Eksperimentel to-motors jagerfly udstyres med rekylfrie 75mm maskinkanoner. 1931.
- ANT-25 – En-motors monoplan, langdistance bombefly. Designet af Pavel Sukhoi. ANT-25RD (RD for "Rekord Dalnosty", dvs. "Distance Rekord") var brugt i et rekord flyvetogt fra Moskva til San Jacinto, Californien, USA over Nordpolen, 10148 km. 1933.
- Tu-2 'Bat' (ANT-58/ANT-61) (1939)
- Tu-4 'Bull', kopieret fra en B-29 Superfortress. B-29'eren kom fra USA og landede i Rusland efter en bombetogt i Japan. Oprindelige navn er B-4.
- Tu-10 'Frosty'

### Eksperimentelle typer og fly der ikke blev til noget
- Tu-1
- Tu-6
- Tu-8
- Tu-12
- Tu-70
- Tu-72
- Tu-73
- Tu-74
- Tu-75
- Tu-80
- Tu-82
- Tu-85 'Barge'
- Tu-91 'Boot'
- Tu-93
- Tu-96
- Tu-98 'Backfin'
- Tu-102
- Tu-105
- Tu-107
- Tu-110 'Cooker'
- Tu-116
- Tu-119
- Tu-125
- Tu-155
- Tu-156
- Tu-206
- Tu-216

### Bombefly og andre militær typer
- Tu-14 'Bosun'
- Tu-16 'Badger'
- Tu-20/Tu-95 'Bear-A' og modifikationer
- Tu-142 'Bear-F', anti-ubådsversion
- Tu-22 'Blinder'
- Tu-22M/Tu-26 'Backfire'
- Tu-126 'Moss'
- Tu-160 'Blackjack'

### Afskæringsfly (interceptors)
- Tu-28/Tu-128P 'Fiddler'

### Transport- og passagerfly
- Tu-104 'Camel'
- Tu-114 'Cleat'
- Tu-124 'Cookpot'
- Tu-134 'Crusty'
- Tu-144 'Charger'
- Tu-154 'Careless'
- Tu-204
- Tu-214
- Tu-330
- Tu-334
- Tu-444, et supersonisk forretningsfly koncept.

### Ubemandede fly
- Tu-121C
- Tu-123 Yastreb-1
- Tu-139 Yastreb-2
- Tu-141 Strizh
- Tu-143 Reis
- Tu-243 Reis-D
- Tu-300